# Hojo Tokimura
Hojo Tokimura (Japans: 北条時村) (1242 - 1305) van de Hojo-clan was de negende rensho (assistent van de shikken) van 1301 tot zijn dood in 1305. Hij was verder de zevende kitakata rokuhara tandai (hoofd binnenlandse veiligheid te Kioto) van 1277 tot 1287. 
In 1305 werd hij vermoord door Hojo Munekata, die vervolgens zelf vermoord zou worden door zijn eigen mensen. 